# Васил Бъчваров (революционер)
Васил Николов Бъчваров е български революционер, приближен на Иван Михайлов.

## Биография
Васил Бъчваров е роден на 15 декември 1913 година в Емборе или в София, в семейството на революционера Никола Бъчваров от Лъка, Егейска Македония. Получава средно търговско образование, членува в културно-просветното дружество „Пею Яворов“. Създава на 23 октомври 1937 година нелегалната младежка организация „Нова македонска борба“, която издава едноименен вестник на циклостил. Към него се присъединяват Атанас Пашков, Коста Ризов, Кръстьо Рашев и други. През 1943 година е изпратен от организацията в Загреб за среща при Иван Михайлов. До средата на 1944 година подпомага дейността на т.нар. „Охрана“ във Воденско, а след това се изтегля във Вардарска Македония. Там за кратко се включва в Шестнадесета македонска ударна бригада. През 1946 година е осъден от комунистическите власти на три години затвор. Умира на 12 декември 1984 година в София.